# Phrynobatrachus vogti
Espèce
Statut de conservation UICN

 DD  : Données insuffisantes
Phrynobatrachus vogti est une espèce d'amphibiens de la famille des Phrynobatrachidae.

## Répartition
Cette espèce n'est connue que par sa localité type dans le sud-ouest du Ghana,.

## Étymologie
Cette espèce est nommée en l'honneur de Theodor Vogt.

## Publication originale
- Ahl, 1924 : Neue afrikanische Frösche. Zoologischer Anzeiger, vol. 61, p. 99-103.